# C/2019 T3 (ATLAS)
C/2019 T3 (ATLAS) est une comète du système solaire ayant une trajectoire rétrograde quasi-parabolique, avec une inclinaison de 122 degrés, et une excentricité de ~1,0. Son périhélie se trouve à 5,9 unités astronomiques du Soleil.